# Phonomyia atypica
Phonomyia atypica är en tvåvingeart som beskrevs av Louis-Paul Mesnil 1963. Phonomyia atypica ingår i släktet Phonomyia och familjen parasitflugor. Inga underarter finns listade i Catalogue of Life.